# Rhaphidophoridae
Super-famille
Famille
Les Rhaphidophoridae (les Gryllacrides, les Sauterelles cavernicoles) sont une famille d'orthoptères ensifères, la seule de la super-famille des Rhaphidophoroidea.
Elle se compose notamment de grillons de caverne, de criquets du chameau ou de criquets des sables. Ces insectes se trouvent principalement dans des grottes, des terriers d'animaux, des caves, sous des pierres ou dans des environnements semblables. Ils se caractérisent en partie par de longues antennes et de longues pattes qui se détachent facilement si on tente de les capturer. 

## Distribution
Les espèces de cette famille se rencontrent sur tous les continents et de nombreuses îles. En Océanie, on les appelle couramment wetas.

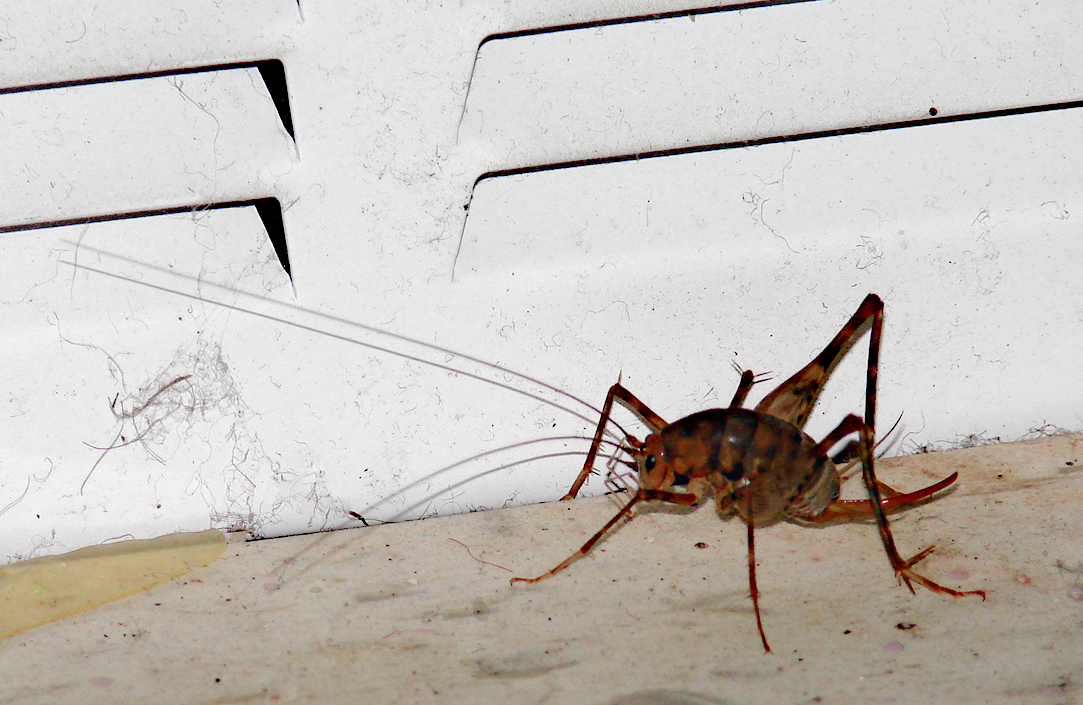
Grillon des cavernes.

## Description
Le grillon de caverne possède de grandes pattes arrière dont le fémur est long et en forme de baguette de tambour. Ses pattes puissantes lui permettent de bondir à grande distance. Ses antennes sont minces. De couleur brunâtre, il a une apparence bossue et son corps fait jusqu'à 5 centimètres de long (10 cm en comptant les pattes). Les jeunes paraissent parfois translucides. Il vit généralement dans les grottes mais apprécie d'autres endroits frais et humides comme les troncs pourris ou les puits. Il peut également prendre plaisir à s'installer dans les habitations avec un sous-sol sombre et humide.

## Écologie
Les antennes et les pattes des Rhaphidophoridae ont plusieurs fonctions. Comme ces insectes vivent dans des milieux sombres, ils se servent de ces membres pour se repérer par le toucher. Lorsque la nourriture vient à manquer, il arrive qu'ils mangent leurs propres extrémités, même si elles ne sont pas régénérées.
Une sous-espèce est adaptée à la vie dans les dunes de sable. Elle n'est active que durant la nuit alors qu'elle se cache dans le sable en journée, pour éviter la dessiccation. En Californie et dans l'Utah, les scorpions sont leurs prédateurs.

## Liste des genres
Selon Orthoptera Species File :
- Aemodogryllinae Jacobson 1905
  - Aemodogryllini Jacobson 1905
    - Diestrammena Brunner von Wattenwyl, 1888
    - Eutachycines Storozhenko, 1990
    - Microtachycines Gorochov, 1992
    - Paradiestrammena Chopard, 1919
    - Paratachycines Storozhenko, 1990

  - Diestramimini Gorochov 1998
    - Adiestramima Gorochov, 1998
    - Diestramima Storozhenko, 1990
    - Gigantettix Gorochov, 1998
    - Megadiestramima Storozhenko & Gorochov, 1992
    - Tamdaotettix Gorochov, 1998

  - tribu indéterminée
    - Atachycines Furukawa, 1933
    - Neotachycines Sugimoto & Ichikawa, 2003
- Ceuthophilinae Tepper, 1892
  - Argyrtini Saussure & Pictet, 1897
    - Anargyrtes Hubbell, 1972
    - Argyrtes Saussure & Pictet, 1897
    - Leptargyrtes Hubbell, 1972

  - Ceuthophilini Tepper, 1892
    - Ceuthophilus Scudder, 1862
    - Macrobaenetes Tinkham, 1962
    - Rhachocnemis Caudell, 1916
    - Styracosceles Hubbell, 1936
    - Typhloceuthophilus Hubbell, 1940
    - Udeopsylla Scudder, 1862
    - Utabaenetes Tinkham, 1970

  - Daihiniini Karny, 1929
    - Ammobaenetes Hubbell, 1936
    - Daihinia Haldeman, 1850
    - Daihinibaenetes Tinkham, 1962
    - Daihiniella Hubbell, 1936
    - Daihiniodes Hebard, 1929
    - Phrixocnemis Scudder, 1894

  - Hadenoecini Ander 1939
    - Euhadenoecus Hubbell, 1978
    - Hadenoecus Scudder, 1862

  - Pristoceuthophilini Rehn, 1903
    - Hypsobadistes Hubbell, 1977
    - Phoberopus Saussure & Pictet, 1897
    - Exochodrilus Hubbell, 1972
    - Farallonophilus Rentz, 1972
    - Pristoceuthophilus Rehn, 1903
    - Salishella Hebard, 1939
- Dolichopodainae Brunner von Wattenwyl 1888
  -     - Dolichopoda Bolívar, 1880
- Gammarotettiginae Karny 1937
  -     - Gammarotettix Brunner von Wattenwyl, 1888
- Macropathinae Karny, 1929
  - Macropathini Karny, 1929
    - Australotettix Richards, 1964
    - Cavernotettix Richards, 1966
    - Dendroplectron Richards, 1964
    - Heteromallus Brunner von Wattenwyl, 1888
    - Insulaplectron Richards, 1970
    - Ischyroplectron Hutton, 1896
    - Isoplectron Hutton, 1896
    - Macropathus Walker, 1869
    - Micropathus Richards, 1964
    - Neonetus Brunner von Wattenwyl, 1888
    - Notoplectron Richards, 1964
    - Novoplectron Richards, 1958
    - Novotettix Richards, 1966
    - Pachyrhamma Brunner von Wattenwyl, 1888
    - Pallidoplectron Richards, 1958
    - Pallidotettix Richards, 1968
    - Paraneonetus Salmon, 1948
    - Parudenus Enderlein, 1909
    - Parvotettix Richards, 1968
    - Petrotettix Richards, 1972
    - Pharmacus Pictet & Saussure, 1893
    - Pleioplectron Hutton, 1896
    - Setascutum Richards, 1972
    - Spelaeiacris Péringuey, 1916
    - Speleotettix Chopard, 1944
    - Tasmanoplectron Richards, 1971
    - Turbottoplectron Salmon, 1948
    - Udenus Brunner von Wattenwyl, 1900
    - Weta Chopard, 1923

  - Talitropsini Gorochov 1988
    - Talitropsis Bolívar, 1882
- Rhaphidophorinae Walker, 1871
  -     - Eurhaphidophora Gorochov, 1999
    - Minirhaphidophora Gorochov, 2002
    - Neorhaphidophora Gorochov, 1999
    - Pararhaphidophora Gorochov, 1999
    - Rhaphidophora Serville, 1838
    - Stonychophora Karny, 1934
- Troglophilinae Krauss 1879
  -     - Troglophilus Krauss, 1879 Gravure magdalénienne d'une sauterelle cavernicole Troglophilus. Grotte d'Enlène (Ariège).
- Tropidischiinae Scudder, 1869
  -     - Tropidischia Scudder, 1869
- †Protroglophilinae Gorochov 1989
  -     - †Prorhaphidophora Chopard, 1936
    - †Protroglophilus Gorochov, 1989
- sous-famille indéterminée

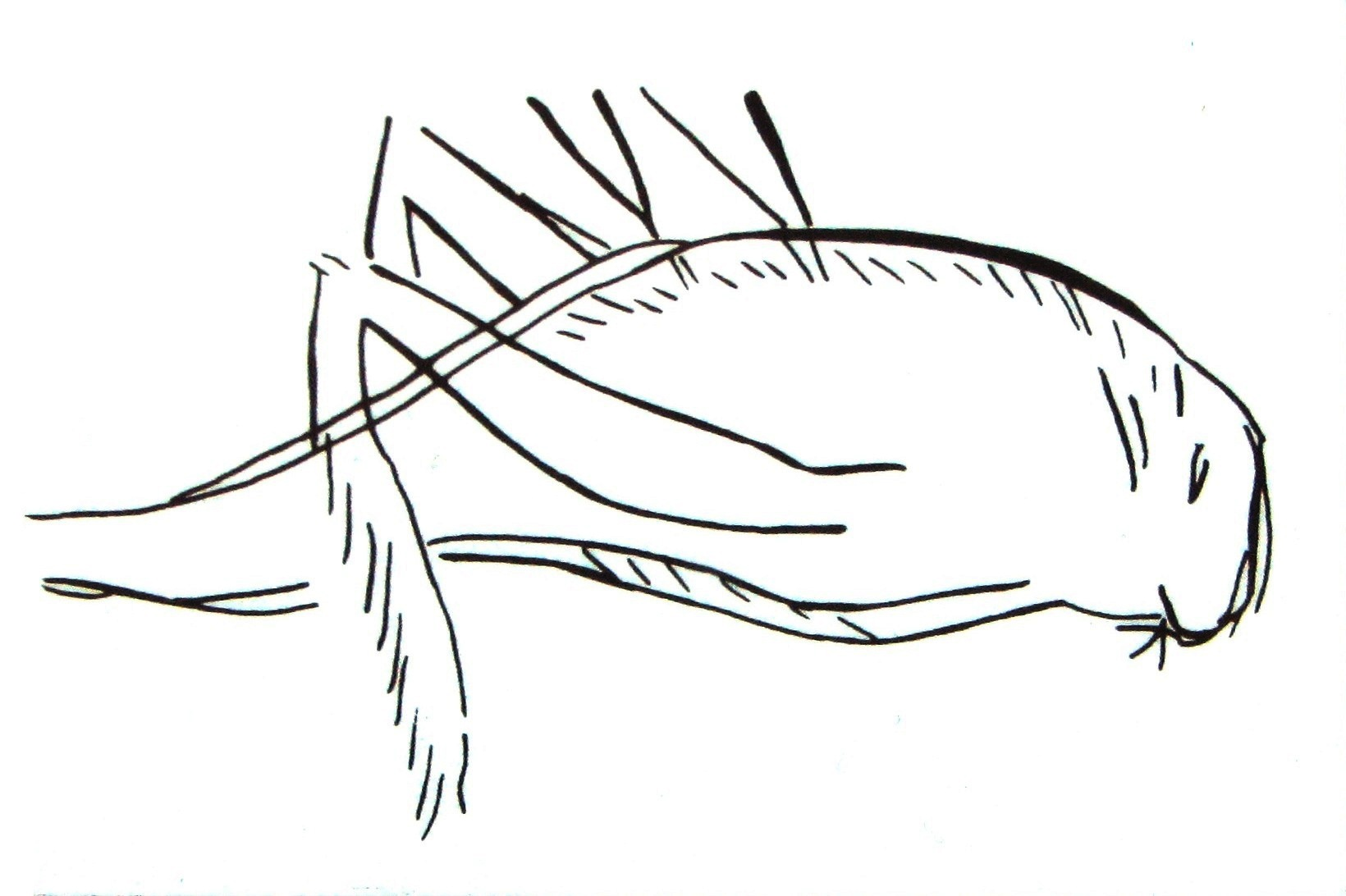
Gravure magdalénienne d'une sauterelle cavernicole Troglophilus. Grotte d'Enlène (Ariège).

  -     - Alpinanoplophilus Ishikawa, 1993
    - Anoplophilus Karny, 1931